# Cholsatien Poolworaluk
Cholsatien Poolworaluk (thailändisch ชนม์เสถียร พูลวรลักษณ์; * 7. Dezember 2002) ist ein thailändischer Fußballspieler.

## Karriere
Cholsatien Poolworaluk steht seit Januar 2025 beim Zweitligisten Kasetsart FC in der Hauptstadt Bangkok unter Vertrag. Sein Zweitligadebüt gab Poolworaluk am 26. April 2025 (34. Spieltag) im Auswärtsspiel gegen den Nakhon Si United FC. Bei der 1:2-Niederlage wurde er in der 90.+6' für Jakkapan Pornsai eingewechselt.